# 新潟県道183号鞍掛八木向線
新潟県道183号鞍掛八木向線（にいがたけんどう183ごう くらかけやぎむかいせん）は、新潟県三条市内を通る一般県道である。

## 概要

### 路線データ
- 起点：新潟県三条市大字塩野渕字御所（国道289号交点）
- 終点：新潟県三条市大字長野字八木向（国道289号交点）

## 地理

### 通過する自治体
- 新潟県三条市

### 接続する道路
- 国道289号（八十里越）（起点：三条市大字塩野渕字御所、御所平）（通行不能区間）

この間通行不能区間あり（御所平（起点） - 三条市吉ヶ平）（八十里越のルートにあたる）
この間災害規制区間あり（場所：三条市大字葎谷、内容：大型車通行止・終日、理由：路肩決壊のため、期間：2011年（平成23年）5月20日より当分の間、迂回路：なし）
- 新潟県道210号遅場見附線（三条市大字葎谷字坂田）
- 国道289号（終点：三条市大字長野字八木向）

### 周辺
- 奥早出粟守門県立自然公園
- 鞍掛峠
- 五十嵐川
- 守門川
- 越後長野温泉
- 八木鼻（やぎはな）
- 医療法人しただ かもしか病院
- 三条市立森町小学校
- 八木前郵便局